# Banff World Media Festival
O Banff World Media Festival (anteriormente conhecido como Banff World Television Festival) é um evento de mídia internacional realizado nas Montanhas Rochosas canadenses no Fairmont Banff Springs Hotel em Banff, Alberta, Canadá. O festival é dedicado à criação e desenvolvimento de conteúdo televisivo e digital.

## Categorias
O prêmio conta com as seguintes categorias: 
- Drama (seriados, filmes feitos para TV, minisséries e soap operas e telenovelas);
- Programas familiares infantis e juvenis (programas infantis, programas juvenis);
- Entretenimento (animação, programas de comédia, música e variedade); e
- Francofones (diversão, ficção e juventude).[1]